# AnimeCon
AnimeCon is een jaarlijkse Nederlandse animeconventie. Het is een internationaal festival voor liefhebbers van anime, cosplay, games, manga en andere moderne Aziatische popcultuur.
Kenmerkend voor het festival zijn een grote aandacht voor cosplay, door middel van voorrondes voor verschillende internationale cosplay competities, zoals de World Cosplay Summit en de European Cosplay Gathering. Ook kenmerkt het festival zich door een uitgebreid evenementen programma, waaronder workshops, lezingen en concerten.
AnimeCon wordt georganiseerd door vrijwilligers van Stichting Promotie Japanse Popcultuur en vond voor het eerst plaats in 1999 in Rotterdam. Het is daarmee de langstlopende Nederlandse animeconventie. 
AnimeCon is onderdeel van de landelijke samenwerkingsgroep Anigenda.

## Geschiedenis
| Datum                    | Locatie                     | Bezoekers | Thema                                       |
| ------------------------ | --------------------------- | --------- | ------------------------------------------- |
| februari 1999            | Holiday Inn, Rotterdam      | 208       | AnimeCon 1999:                              |
| februari 2000            | Koningshof, Veldhoven       | 300+      | AnimeCon 2000:                              |
| februari 2001            | Koningshof, Veldhoven       | 382       | AnimeCon 2001:                              |
| februari 2002            | Koningshof, Veldhoven       | 524       | AnimeCon 2002:                              |
| februari 2003            | Hotel Haarlem-Zuid, Haarlem | 770       | AnimeCon 2003:                              |
| mei 2004                 | Theaterhotel Almelo, Almelo | 1043      | AnimeCon 2004: Back to School               |
| mei 2005                 | Theaterhotel Almelo, Almelo | 1157      | AnimeCon 2005: A Magical Mystery            |
| juni 2006                | Theaterhotel Almelo, Almelo | ± 1300    | AnimeCon 2006: Romance                      |
| juni 2007                | Theaterhotel Almelo, Almelo | ± 1300    | AnimeCon 2007: Fun and (Video) Games        |
| 2-4 mei 2008             | Theaterhotel Almelo, Almelo | ± 1300    | AnimeCon 2008: 10 Jaar AnimeCon             |
| 1-3 mei 2009             | Theaterhotel Almelo, Almelo | ± 1600    | AnimeCon 2009: Mental Maniacs               |
| 21-23 mei 2010           | Theaterhotel Almelo, Almelo | ± 1800    | AnimeCon 2010: Masters & Servants           |
| 6-8 mei 2011             | Theaterhotel Almelo, Almelo | ± 2450    | AnimeCon 2011: Children of the Night        |
| 18-20 mei 2012           | Theaterhotel Almelo, Almelo | ± 2450    | AnimeCon 2012: Apocalypse Cow               |
| 31 mei - 2 juni 2013     | World Forum, Den Haag       | ± 4500    | AnimeCon 2013: To Udder Worlds              |
| 13 juni - 15 juni 2014   | World Forum, Den Haag       | ± 5700    | AnimeCon 2014: Summer Games                 |
| 12 juni - 14 juni 2015   | World Forum, Den Haag       | ± 6600    | AnimeCon 2015: Do NOT try this at home!     |
| 10 juni - 12 juni 2016   | World Forum, Den Haag       | ± 7600    | AnimeCon 2016: All aboard!                  |
| 9 juni - 11 juni 2017    | World Forum, Den Haag       | ± 7700    | AnimeCon 2017: Marieke's Magical Miracle    |
| 15 juni - 17 juni 2018   | World Forum, Den Haag       | ± 7600    | AnimeCon 2018: Queens of the Round Table    |
| 14 juni - 16 juni 2019   | Ahoy, Rotterdam             | ± 8200    | AnimeCon 2019: AnimeCon Goes South          |
| 6 juni - 7 juni 2020     | Online                      |           | AnimeCon @ Home 2020                        |
| 5 juni 2020              | Online                      |           | AnimeCon @ Home 2021                        |
| 10 juni - 12 juni 2022   | De Broodfabriek, Rijswijk   | ± 7800    | AnimeCon 2022: Flower Power                 |
| 23 - 25 sept 2022        | Theaterhotel Almelo, Almelo | ± 1200    | AnimeCon Classic 2022: The Roaring Twenties |
| 9 juni - 11 juni 2023    | De Broodfabriek, Rijswijk   | ± 6800    | AnimeCon 2023: Under The Sea                |
| 7 juni - 9 juni 2024     | De Broodfabriek, Rijswijk   | ± 6900    | AnimeCon 2024: The Future is Cow            |
| 2 mei - 4 mei 2025       | De Broodfabriek, Rijswijk   |           | AnimeCon 2025: Full Steam Ahead             |
| 17 april - 19 april 2026 | De Broodfabriek, Rijswijk   |           | AnimeCon 2026: Hidden Spirits               |